# 安全地帯ライヴ'84サマーツアーより We're ALIVE
『安全地帯ライヴ’84サマーツアーより We’re ALIVE』（あんぜんちたい・ライヴ・84サマーツアーより ウィーア・ア・ライヴ）は、日本のロックバンド安全地帯が行ったライヴ及び、それを収めたライブビデオ。

## 解説
1984年渋谷公会堂にて行われたコンサート映像を収録したものとなっており、7thシングル「恋の予感」のビデオクリップが収録されている。
『ONE NIGHT THEATER 横浜スタジアム・ライブ1985』、『STARDUST RENDEZ-VOUS スターダスト・ランデブー 井上陽水・安全地帯 LIVE at 神宮球場』、『To me 安全地帯LIVE』、『安全地帯ドキュメント I LOVE YOUからはじめよう 日本武道館ライブ』、『安全地帯アンプラグド・ライヴ!』、『安全地帯ベスト』との同時発売となっている。

## セットリスト
1. エンドレス
2. ラスベガス・タイフーン
3. エイジ
4. 置き手紙
5. 真夏のマリア
6. 眠れない隣人
7. マスカレード
8. ワインレッドの心
9. 真夜中すぎの恋
10. オン・マイ・ウェイ
11. あなたに
12. We’re alive
13. 恋の予感
こちらは、ライブ映像ではなく、ビデオクリップとなる。